# Alfeo Grignani
Alfeo Grignani (Milano, 29 agosto 1924 – Sassuolo, 4 dicembre 2010) è stato un arbitro di calcio italiano.

## Carriera
Ha avuto una lunga carriera arbitrale, ha iniziato a venticinque anni a dirigere in IVª Serie ed in Serie C, il 31 maggio 1963 a Treviso esordisce in Serie B arbitrando Treviso-Salernitana (2-1), nella serie cadetta ha diretto per tredici stagioni, sommando 69 arbitraggi. Nella massima serie arbitra per la prima volta a Roma il 27 maggio 1956 nella partita Roma-Triestina (4-1), nelle nove stagioni in Serie A dirige 62 incontri, l'ultimo dei quali il 20 dicembre 1964 Cagliari-Foggia (0-1).
Nel 1956 è stato insignito del Premio Florindo Longagnani, un prestigioso riconoscimento che veniva allora assegnato al miglior arbitro esordiente in Serie A.

## Biografia
Ancora mentre arbitrava, ma in special modo terminata la carriera di arbitro è stato dirigente di alcune aziende del settore ceramico, tra le quali la Marazzi di Sassuolo.